# 3. ŽNL Vukovarsko-srijemska 2015./16.
3. ŽNL Vukovarsko-srijemska podijeljena je u dvije skupine po nogometnim središtima: NS Vinkovci i NS Vukovar (za NS Županja ne postoji 3. ŽNL). Promociju su stekli NK Hajduk Tovarnik i NK Zrinski Tordinci i oni će u sljedećoj sezoni igrati u 2. ŽNL Vukovarsko-srijemska. Iz lige nitko ne ispada, jer je 3. ŽNL najniži razred natjecanja u Vukovarsko-srijemskoj županiji

## Ljestvica

### NS Vukovar
| Mj. | Klub                      | Sus.                                               | Pob                                                | Rem                                                | Por                                                | GR                                                 | Bod                                                |
| --- | ------------------------- | -------------------------------------------------- | -------------------------------------------------- | -------------------------------------------------- | -------------------------------------------------- | -------------------------------------------------- | -------------------------------------------------- |
| 1.  | NK Hajduk Tovarnik        | 14                                                 | 10                                                 | 3                                                  | 1                                                  | 57:19                                              | 33                                                 |
| 2.  | NK Tompojevci             | 14                                                 | 9                                                  | 2                                                  | 3                                                  | 49:31                                              | 29                                                 |
| 3.  | NK Lipovača               | 14                                                 | 8                                                  | 3                                                  | 3                                                  | 47:30                                              | 27                                                 |
| 4.  | NK Lovas                  | 13                                                 | 6                                                  | 1                                                  | 6                                                  | 35:26                                              | 19                                                 |
| 5.  | NK Vuteks-Sloga Vukovar B | 13                                                 | 6                                                  | 2                                                  | 5                                                  | 26:28                                              | 19 (-1) ↓1                                         |
| 6.  | NK Petrovci               | 14                                                 | 5                                                  | 3                                                  | 6                                                  | 36:43                                              | 16 (-2) ↓2                                         |
| 7.  | NK Sloga Pačetin          | 8 ↓3                                               | 2                                                  | 2                                                  | 4                                                  | 21:18                                              | 8                                                  |
| 8.  | NK Opatovac               | 8 ↓4                                               | 1                                                  | 2                                                  | 5                                                  | 11:27                                              | 5                                                  |
| 9.  | HNK Borovo Vukovar        | 14                                                 | 0                                                  | 0                                                  | 14                                                 | 14:74                                              | -1 (-1) ↓5                                         |
| 10. | NK Hajduk Vera            | Klub odustao od natjecanja prije početka prvenstva | Klub odustao od natjecanja prije početka prvenstva | Klub odustao od natjecanja prije početka prvenstva | Klub odustao od natjecanja prije početka prvenstva | Klub odustao od natjecanja prije početka prvenstva | Klub odustao od natjecanja prije početka prvenstva |

### NS Vinkovci
| Mj. | Klub                     | Sus. | Pobj. | Ner. | Por. | GR.   | Bod.       |
| --- | ------------------------ | ---- | ----- | ---- | ---- | ----- | ---------- |
| 1.  | NK Zrinski Tordinci      | 18   | 15    | 1    | 2    | 65:17 | 45 (-1) ↓6 |
| 2.  | NK Lipovac               | 18   | 9     | 4    | 5    | 46:31 | 31         |
| 3.  | NK Borac Banovci         | 18   | 8     | 6    | 4    | 48:42 | 30         |
| 4.  | NK Podgrađe              | 18   | 9     | 1    | 8    | 35:35 | 28         |
| 5.  | NK Obilić Ostrovo        | 18   | 8     | 3    | 7    | 55:37 | 27         |
| 6.  | NK Polet Donje Novo Selo | 18   | 8     | 3    | 7    | 30:34 | 27         |
| 7.  | NK Čelik Gaboš           | 18   | 7     | 4    | 7    | 44:47 | 25         |
| 8.  | NK Sremac Markušica      | 18   | 6     | 2    | 10   | 31:40 | 20         |
| 9.  | NK Hajduk Mirko Mirkovci | 18   | 4     | 2    | 12   | 26:52 | 14         |
| 10. | NK Marinci               | 18   | 2     | 2    | 14   | 26:71 | 8          |